# Борд-Пен, Мари Леонтина
Мари Леонтина Борд-Пен (фр. Marie-Léontine Bordes-Pène, урождённая Пен, в замужестве соединила фамилию мужа со своей; 25 ноября 1858, Лорьян — 24 января 1924, Руан) — французская пианистка.
Окончила Парижскую консерваторию (1872), ученица Феликса Ле Куппе.
На протяжении 1880-х гг. активно концертировала, исполняя, прежде всего, новейшую французскую музыку. С именем Борд-Пен связаны несколько важнейших премьер. 16 декабря 1886 года в Брюсселе в Музее современного искусства, в ходе концерта, полностью посвящённого творчеству Сезара Франка, она вместе с Эженом Изаи впервые исполнила Сонату для скрипки и фортепиано, посвящённую Изаи, — согласно воспоминаниям присутствовавшего на премьере Венсана д’Энди, концерт начался днём, но к окончанию первой части сонаты стемнело так, что не стало видно нот, а музейные правила воспрещали зажигать свет, однако музыканты решили не прерывать исполнения и доиграли оставшиеся три части по памяти и в темноте: «музыка, чудесная и одинокая, полностью властвовала в ночной тьме; этого чуда никогда не забудет никто из тех, кто был там».
20 марта 1887 года в Париже вместе с Оркестром Ламурё Борд-Пен впервые исполнила Севеннскую симфонию самого д’Энди — как отмечает биограф композитора, с большим успехом. А 12 мая 1888 года в её исполнении впервые прозвучало другое важное сочинение Франка, ей же и посвящённое, — Прелюдия, ария и финал. Кроме того, Борд-Пен была первой исполнительницей некоторых пьес Габриэля Форе, Эрнеста Шоссона, Анри Дюпарка, Эмманюэля Шабрие.
В 1890 г. тяжёлая болезнь оборвала карьеру пианистки. Последующие 34 года жизни она провела в Руане.
Имя Борд-Пен носит улица (фр. rue Bordes-Pène) в её родном городе Лорьяне.